# Trzcina pospolita
Trzcina pospolita (Phragmites australis (Cav.)Trin. ex Steud) – gatunek rośliny z rodziny wiechlinowatych (Poaceae).

## Rozmieszczenie geograficzne
Gatunek kosmopolityczny, szeroko rozpowszechniony na całym świecie. Zasięg naturalny jest trudny do określenia ze względu na rozwleczenie tego gatunku w wielu miejscach na świecie i jego łatwe zadamawianie się. Występuje w całej Europie, w Azji północnej, środkowej południowo-zachodniej (od krajów śródziemnomorskich po Pakistan), w Azji wschodniej, w niemal całej Afryce, na obu kontynentach amerykańskich (także w krajach Ameryki Środkowej), w Australii. Z pewnością jako roślina obca trzcina pospolita podawana jest z Nowej Zelandii i innych wysp Oceanii. Podgatunek typowy zawleczony został także do Ameryki Północnej, gdzie np. w basenie Wielkich Jezior uznawany jest obecnie za groźny gatunek inwazyjny. W Polsce występuje pospolicie na całym terytorium, od Bałtyku, aż po niższe partie gór.

## Morfologia

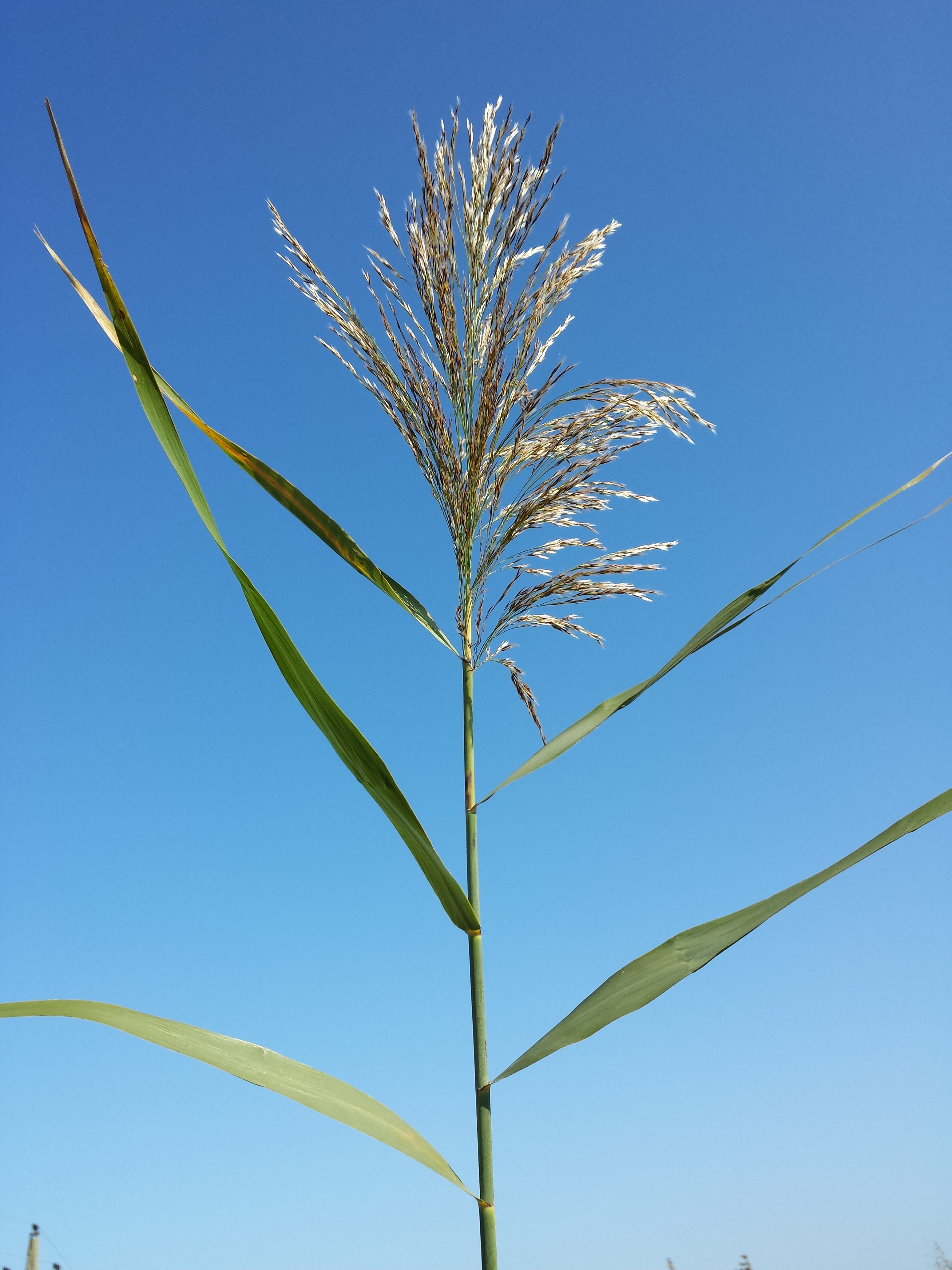
Kwiatostan

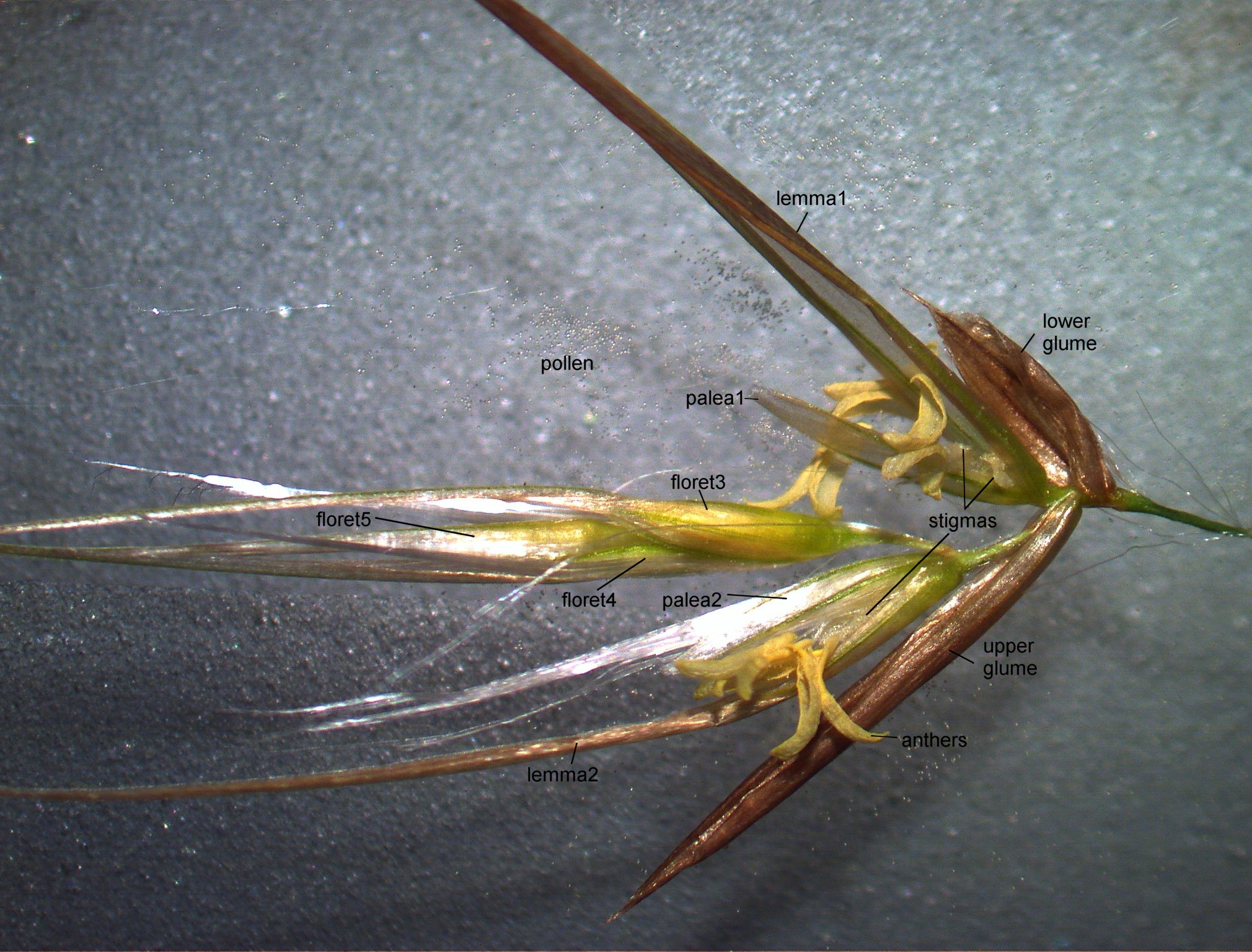
Kłosek

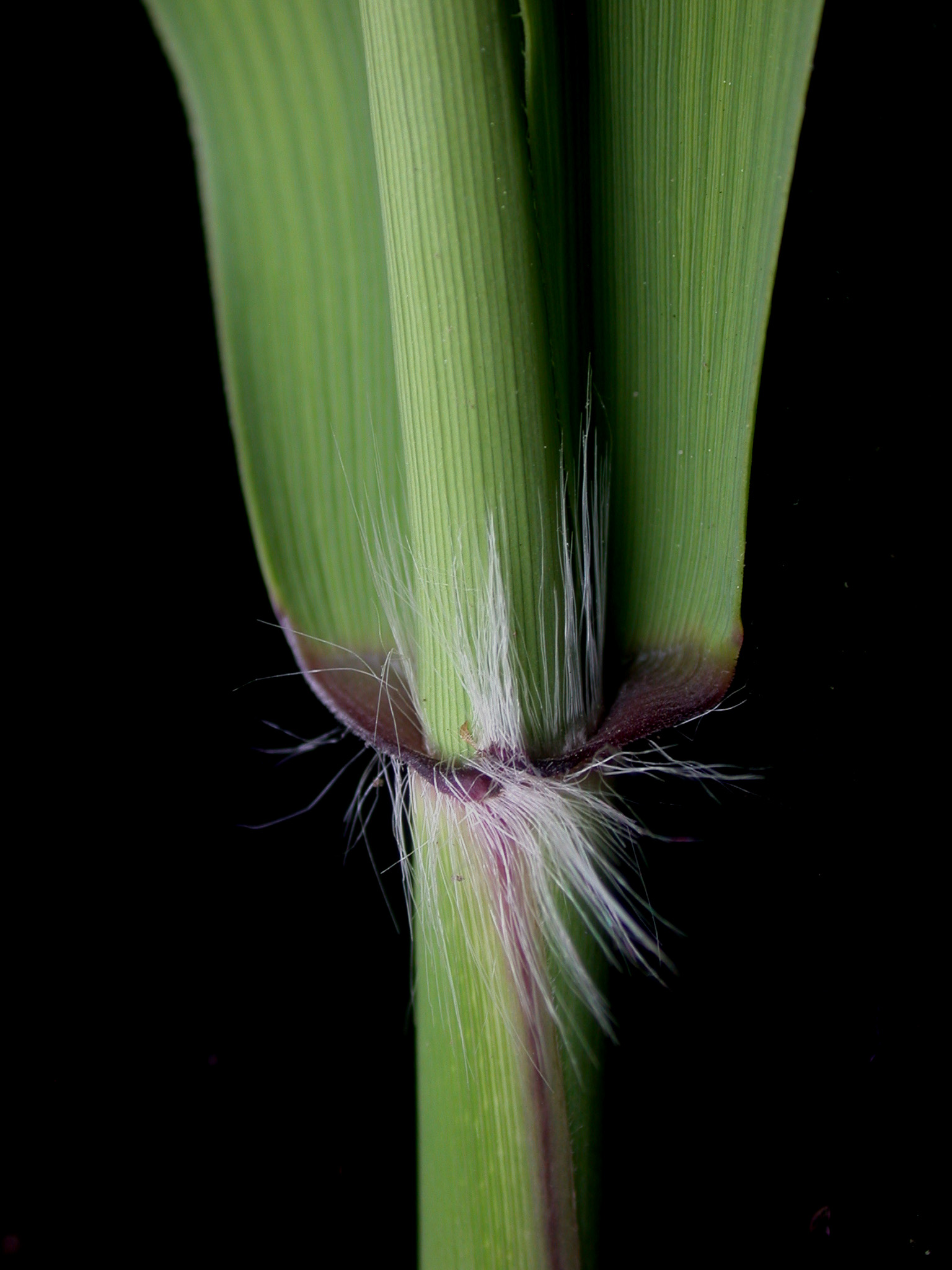
Języczek liściowy

PokrójTworzy zwarte i gęste kępy. Największa roślina zielna we florze Polski.
ŁodygaOsiąga wysokość do 4 m. Jej prosto wzniesione i sztywne źdźbła są nagie i błyszczące, puste w środku i posiadają wiele kolanek i międzywęźli.
KłączePosiada duże, okryte łuskami i bardzo grube kłącze. Kłącze to rozgałęzia się na liczne odnogi.
LiścieDuże liście wyrastają ze sztywnego źdźbła w dwóch rzędach. Długą pochwą liściową otaczają międzywęźle dodatkowo wzmacniając go. Mają sinozielony kolor, są twarde i mają ostre brzegi. Ich blaszki liściowe o długości do 50 cm są ostro zakończone.
KwiatyZebrane w kwiatostan – szeroko rozpierzchłą bardzo dużą, zwykle niesymetryczną wiechę, której wierzchołek często zwiesza się na jedną stronę. Ma ona brunatny kolor. Tylko dolne kwiaty w kłoskach są męskie, wszystkie pozostałe kwiaty są obupłciowe. Szypułki górnych kwiatów mają u podstawy kłosków pęczek srebrzystych włosów. Takie same pęczki włosów występują też na gałązkach wiechy. Kłoski zawierają od 3 do 7 kwiatów.
OwocOwocem jest lekki i okryty plewkami ziarniak.

## Biologia
Bylina. Kwitnie od lipca do września. Kwiaty są wiatropylne. Wysiewa się zwykle zimą i wiatr może nasiona przenosić na duże odległości. Roślina rozmnaża się głównie wegetatywnie, przez rozłogi kłącza oraz ich fragmentację. Najsilniej kłącze rozrasta się na głębokości 0,5 m, jednak potrafi sięgnąć 3 m w głąb ziemi. Trzcina potrafi się także rozmnażać przez fragmentację pędów – pędy bardzo łatwo przyjmują się, wypuszczając korzenie w kolankach. Pojedyncze kłącze żyje do 6 lat i może w tym czasie rozrosnąć się w promieniu kilkudziesięciu metrów. Pyłki trzciny pospolitej mają silne właściwości alergiczne. Liczba chromosomów 2n =48 (72, 84, 96).
Cechy fitochemiczne
Skład chemiczny tkanek trzciny pospolitej jest zmienny. Nieco inny skład mają pędy nadziemne i kłącza. Zaobserwowano również różnice między roślinami z odmiennych siedlisk. W poniższej tabeli uwzględniono dane z kilku badań:
| substancja                    | udział procentowy w suchej masie | udział procentowy w suchej masie |
| substancja                    | nadziemne pędy                   | wyłącznie liście                 |
| Substancje mineralne (popiół) | 1,8-10                           |                                  |
| N                             | 0,11-4,4                         | 3,35-5,1                         |
| P                             | 0,01-0,79                        | 0,152-0,24                       |
| K                             | 0,04-3,9                         | 1,2-2,07                         |
| Ca                            | 0,01-0,77                        | 0,245-0,651                      |
| Mg                            | 0,02-0,54                        | 0,12-0,209                       |
| Na                            | 0,01-0,87                        | 0,035-0,008                      |
| Fe                            | 0,008-0,17                       |                                  |
| Mn                            | 0,005-0,5                        |                                  |
| Zn                            | 0,0012-0,0065                    |                                  |
| białka                        | 4,7-13                           |                                  |
| tłuszcz                       | 3,4                              |                                  |
| celuloza (błonnik)            | 34                               |                                  |
| chlorofil                     |                                  | 0,05-0,75                        |
| kwas asparaginowy             | 0,53                             |                                  |
| kwas glutaminowy              | 0,47                             |                                  |
| lizyna                        | 0,27                             |                                  |
| histydyna                     | 0,1                              |                                  |
| arginina                      | 0,25                             |                                  |
| treonina                      | 0,23                             |                                  |
| seryna                        | 0,24                             |                                  |
| prolina                       | 0,22                             |                                  |
| glicyna                       | 0,25                             |                                  |
| alanina                       | 0,3                              |                                  |
| walina                        | 0,28                             |                                  |
| izoleucyna                    | 0,27                             |                                  |
| leucyna                       | 0,37                             |                                  |
| cysteina                      | ślady                            |                                  |
| metionina                     | 0,09                             |                                  |
| tyrozyna                      | 0,16                             |                                  |
| fenyloalanina                 | 0,25                             |                                  |
| wartość energetyczna [kJ/g]   | 17,3                             |                                  |

## Ekologia

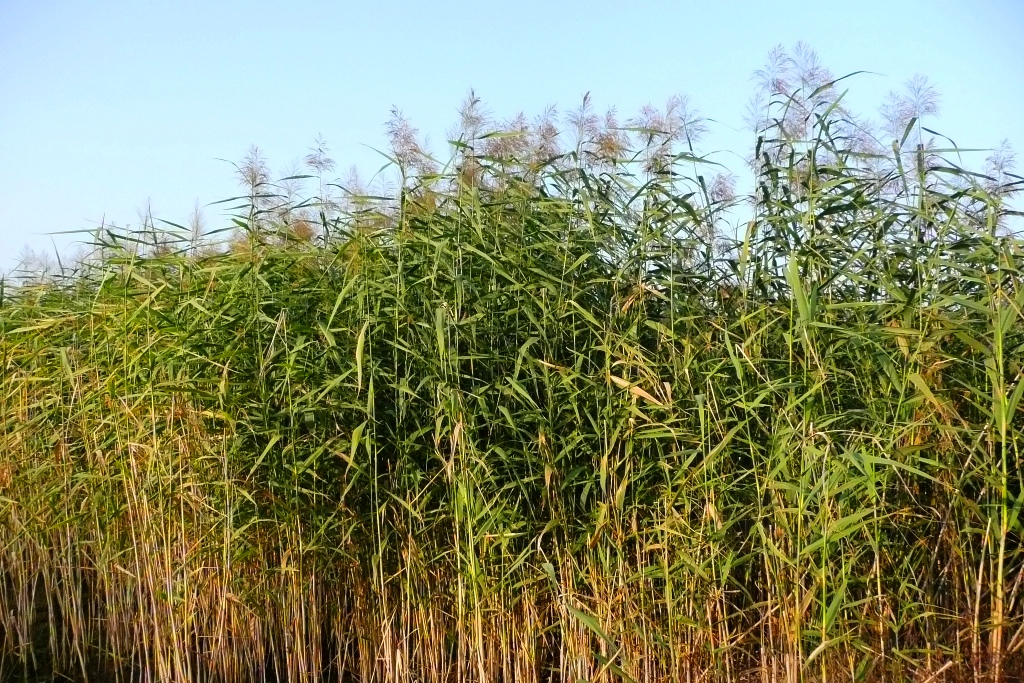
Szuwar trzcinowy

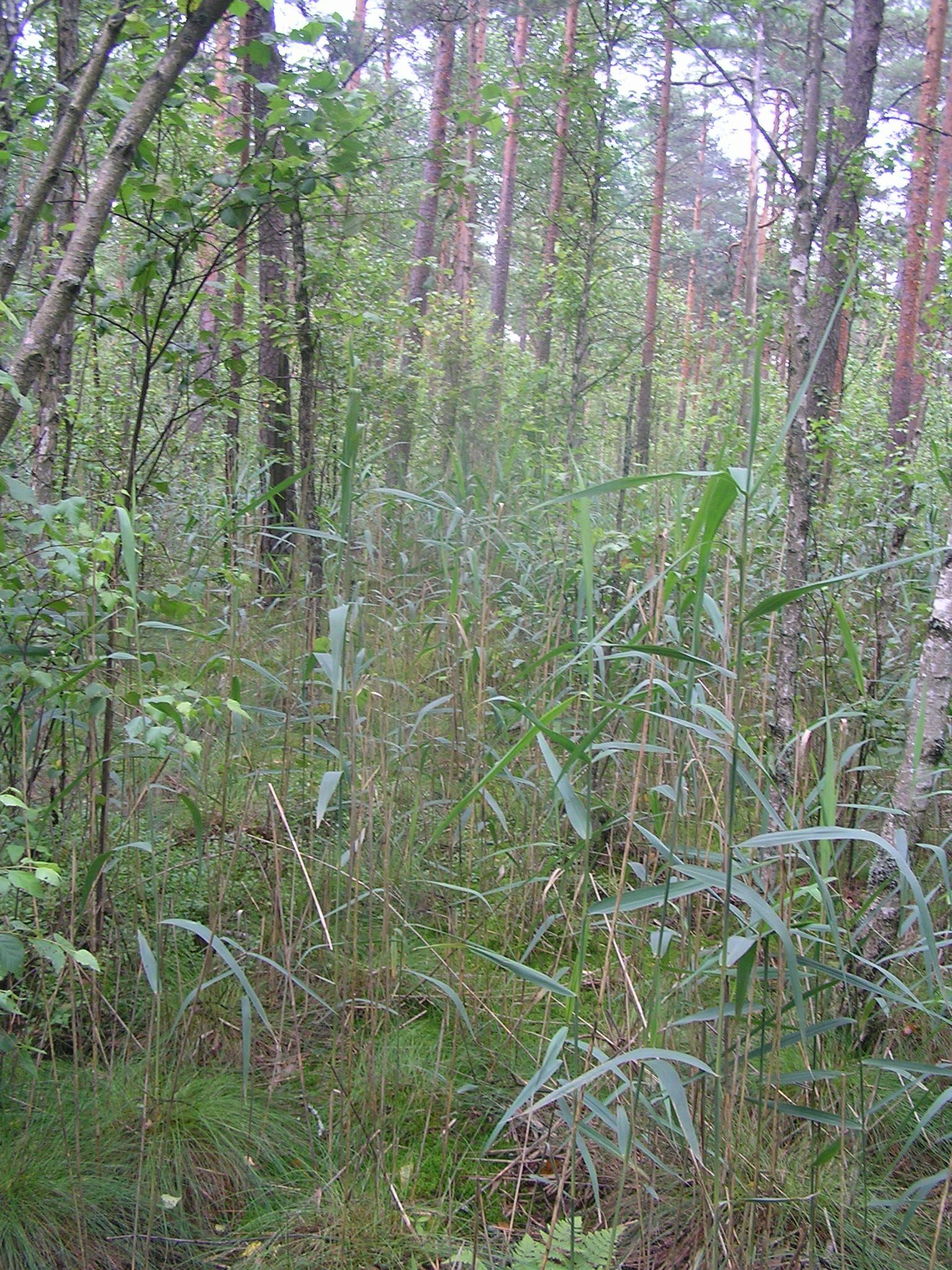
Trzcina w leśnym zbiorowisku Thelypteridi-Betuletum pubescentis

Jest typową rośliną bagienną i nadwodną, ale jest gatunkiem o szerokim zakresie tolerancji ekologicznej, potrafi rosnąć także na suchym lądzie. Można ją spotkać nie tylko w zbiornikach wodnych i nad ich brzegami, ale także na torfowiskach, na podmokłych łąkach i w różnego rodzaju zaroślach nadrzecznych. Dobrze znosi falowanie wody i trwałe podtopienie (nawet do 2 m). Może rosnąć nad brzegami zarówno wód stojących, jak i wolno płynących, na różnych typach podłoży. Jest bardzo żywotna i rozrasta się bardzo szybko. Jest tak ekspansywna, że zwykle tworzy jednogatunkowe, rozległe agregacje. Rośnie także w wodach silnie zanieczyszczonych ściekami komunalnymi. Ekspansja trzciny jest dużym problemem, ponieważ gatunek ten zastępuje inne naturalne zbiorowiska roślinne uwolnione od ekstensywnego użytkowania (wypasu, koszenia), tworząc jednorodne płaty na dużych powierzchniach. Pomimo wypierania innych gatunków roślin, trzcina pospolita (tak jak inne rośliny trzcinopodobne) jest bardzo ważna dla ochrony siedlisk szeregu dzikich zwierząt, zwłaszcza w Europie i Azji. Do tych gatunków zalicza się wąsatka (Panurus biarmicus), trzcinniczek zwyczajny (Acrocephalus scirpaceus) oraz bąk zwyczajny (Botaurus stellaris). Inne zwierzęta takie jak bóbr europejski, mysz polna, rzęsorek rzeczek (Neomys fodiens), czy czapla siwa także chętnie przebywają bądź gniazdują w szuwarach trzcinowych. Ponadto, gdy trzcina rośnie w wodzie, stanowi matecznik dla młodych ryb i wielu gatunków owadów, a żaby chętnie tam przebywają ponieważ wysokie łodygi zapewniają im częściowe schronienie.
Trzcina nie toleruje wypasania i koszenia w sierpniu, bowiem uniemożliwia to transport i magazynowanie składników odżywczych z łodygi i liści do kłączy. Szuwar trzcinowy koszony w sezonie wegetacyjnym może mieć roczną produkcję trzykrotnie mniejszą niż szuwar niekoszony, choć szczegóły mogą się różnić w zależności od czasu i częstotliwości wykaszania, w skrajnych przypadkach może dojść do całkowitego zniszczenia płatu. Z kolei zarówno koszenie, jak i pożary suchych ździebeł zimą lub na przedwiośniu przyspieszają wzrost nowych pędów i zwiększają ich zagęszczenie. Wynika to z aktywacji większej liczby pączków na kłączach i eliminacji pasożytów (w tym patogenów) zimujących w suchych pędach. Geofit i hydrofit. W klasyfikacji zbiorowisk roślinnych gatunek charakterystyczny dla Cl. Phragmitetea i Ass. Phragmitetum australis.
Na trzcinie pospolitej pasożytuje wiele gatunków grzybów: na pędach nadziemnych buławinka czerwona powodująca chorobę o nazwie sporysz zbóż i traw, rdze Puccinia phragmitis i  Puccinia magnusiana, Neoramularia phragmitis, Deightoniella roumeguerei, Deightoniella arundinacea, Scirrhia rimosa, Pseudoseptoria donacis, Ascochyta leptospora, Gibberella zeae, na korzeniach  Microdiscula phragmitis. Żerują na niej liczne gatunki owadów.

## Zmienność
W Polsce występują dwa podgatunki:
- Phragmites australis ssp. australis (Cav.)Trin. ex Steud. – podgatunek typowy. Rośliny o wysokości 1-4 m, wiecha długości 20-40 cm, zwisająca podczas kwitnienia, kłoski 1-7 kwiatowe, plewy krótsze od plewek dolnych.
- Phragmites australis ssp. humilis (De Not.)A et Gr. – rośliny o wysokości 1-1,5 m, z wiechą o długości do 20 cm, wzniesioną podczas kwitnienia. Kłoski 7-8 kwiatowe, plewy przeważnie tej długości co plewki. Występują na solniskach.

Inne podgatunki:
- Phragmites australis (Cav.) Trin. ex Steud. subsp. altissimus – podgatunek występujący w Afryce, na Bliskim Wschodzie, w Hiszpanii, Mołdawii i na Ukrainie oraz w krajach Azji środkowej i północnej.
- Phragmites australis (Cav.) Trin. ex Steud. subsp. americanus Saltonstall (Benth.) Clayton – podgatunek rodzimy dla Ameryki Północnej.

Istnieją również ekotypy bez rangi podgatunku. W Holandii zaobserwowano dwa główne ekotypy (oba o 2n=48): torfowiskowy i rzeczny (oraz formy przejściowe). Pierwszy charakteryzuje się niższymi i gęściej rosnącymi pędami, mniejszą masą pędów nadziemnych, większą tolerancją na wiosenne przymrozki, ale mniejszą na zasolenie i wahania poziomu wody. W byłej Czechosłowacji wyróżniono z kolei trzy ekotypy słodkowodne i jeden słonowodny.

## Zastosowanie
- Bardzo dobrze utrwala brzegi przed erozją wodną. Odgrywa bardzo dużą rolę w zarastaniu zbiorników wodnych[15].
- Ma duży udział w tworzeniu torfu[15].
- Używana jest do oczyszczania ścieków w oczyszczalniach biologicznych[15].
- W budownictwie jej wyschnięte łodygi – źdźbła były na masową skalę wykorzystywane do produkcji mat budowlanych (używanych przy wykonywaniu tynków i ocieplaniu domów). Używane są też do krycia dachów[16].
- W Chinach młode pędy są używane jako jarzyna do surówek i sałatek[16].
- Młode rośliny są wykorzystywane jako pasza dla zwierząt[16].
- Wykonuje się z niej podściółkę dla zwierząt hodowlanych[16].
- Z pędów wykonuje się ogrodzenia oraz płotki zabezpieczające wydmy przed wiatrem[16].
- Kwiatostany używane są w zdobnictwie.

## Udział w kulturze
W Biblii trzcina wymieniona jest wiele razy. Jest symbolem kruchości i słabości (np. 1 Krl 14,15).